# Dolnje Prapreče
Dolnje Prapreče este o localitate din comuna Trebnje, Slovenia, cu o populație de 60 de locuitori.